# Józef Sałata
Józef Sałata (ur. 7 marca 1934 w Skarszewku) – polski polityk, poseł na Sejm X kadencji (1989–1991).

## Życiorys
Ukończył w 1955 technikum samochodowe. W latach 1958–1959 pracował w Wytwórni Sprzętu Komunikacyjnego „PZL-Kalisz”. W 1959 zajął się prowadzeniem indywidualnego gospodarstwa rolnego w Macewie. Pełnił mandat radnego Gminnej Rady Narodowej w Gołuchowie.
Od 1980 działacz „Solidarności Wiejskiej” w gminie Gołuchów, a następnie NSZZ RI „S”  W marcu 1981 uczestniczył w strajku okupacyjnym w Bydgoszczy. W 1989 wszedł w skład prezydium Tymczasowej Rady Wojewódzkiej NSZZ RI „S” w Kaliszu oraz był delegatem na zjazd krajowy NSZZ RI „S” w Warszawie.
Był posłem X kadencji z ramienia Komitetu Obywatelskiego, wybranym w okręgu kaliskim. Później nie udzielał się w życiu politycznym, zakładał Wielkopolski Bank Rolniczy w Kaliszu. W wyborach parlamentarnych w 2005 bezskutecznie ubiegał się o mandat poselski z listy Prawa i Sprawiedliwości.